# Schwarzenbach an der Saale

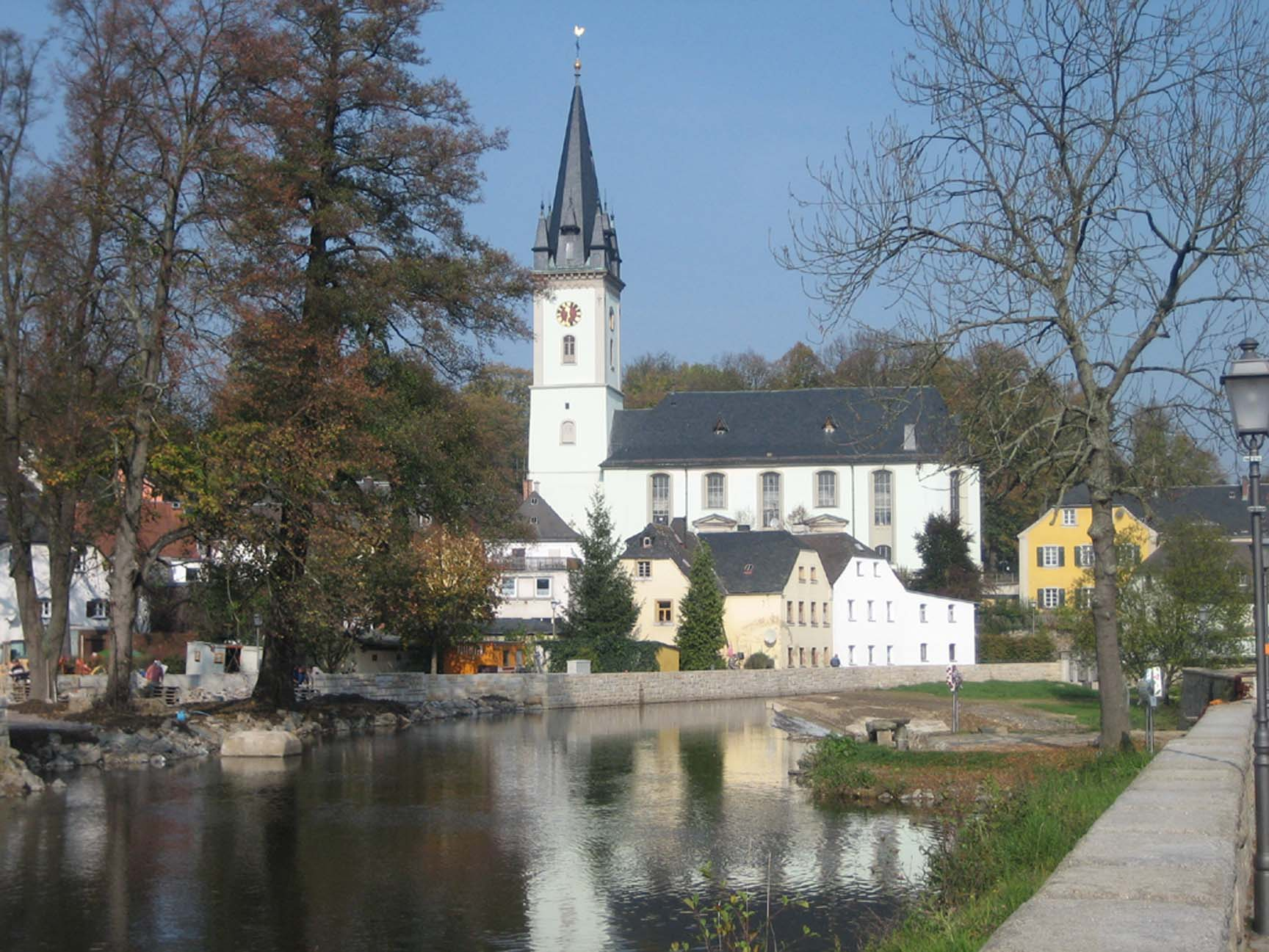
Sächsische Saale und Stadtpfarrkirche Sankt Gumbertus in Schwarzenbach (2007)

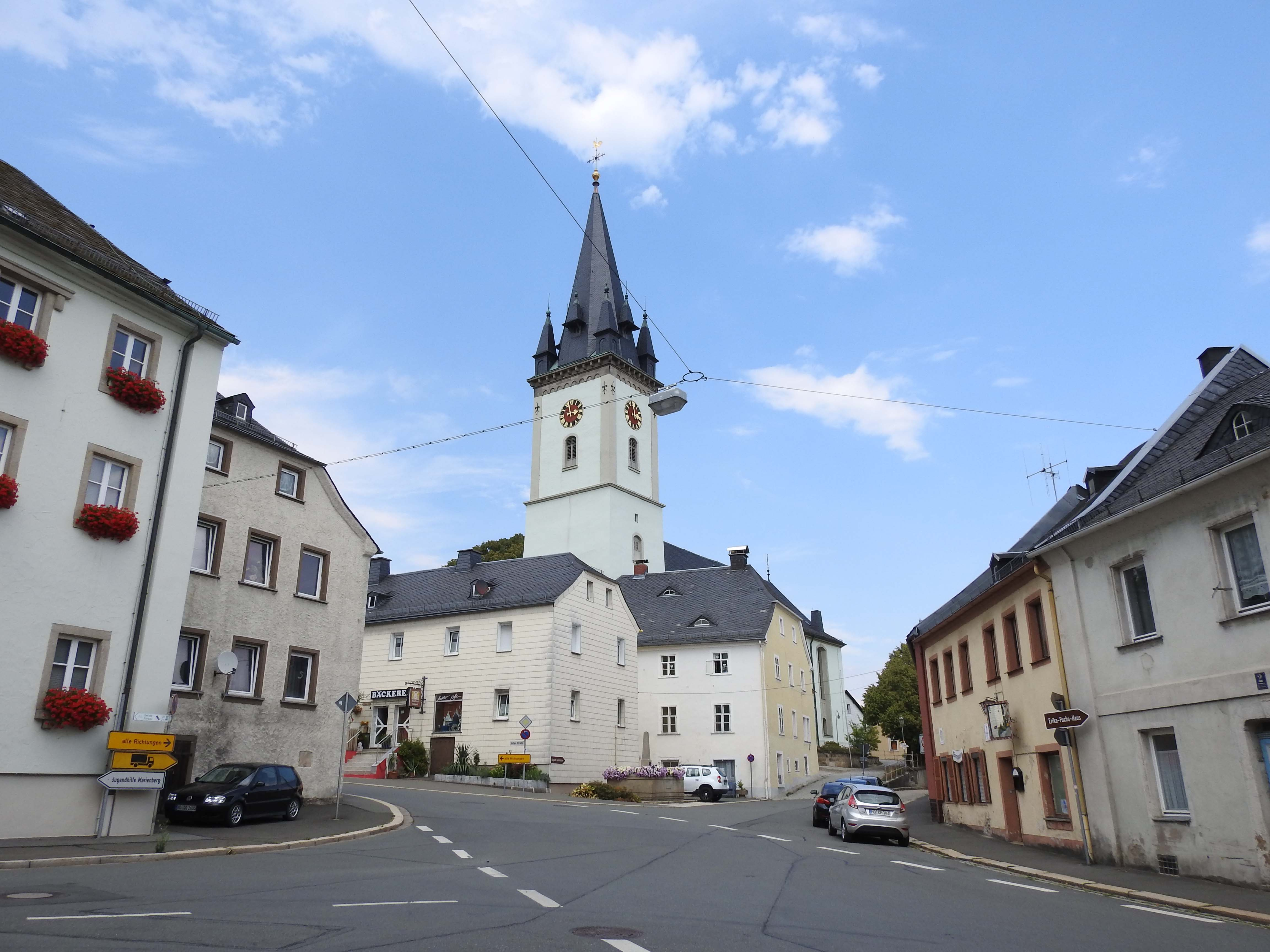
Marktplatz

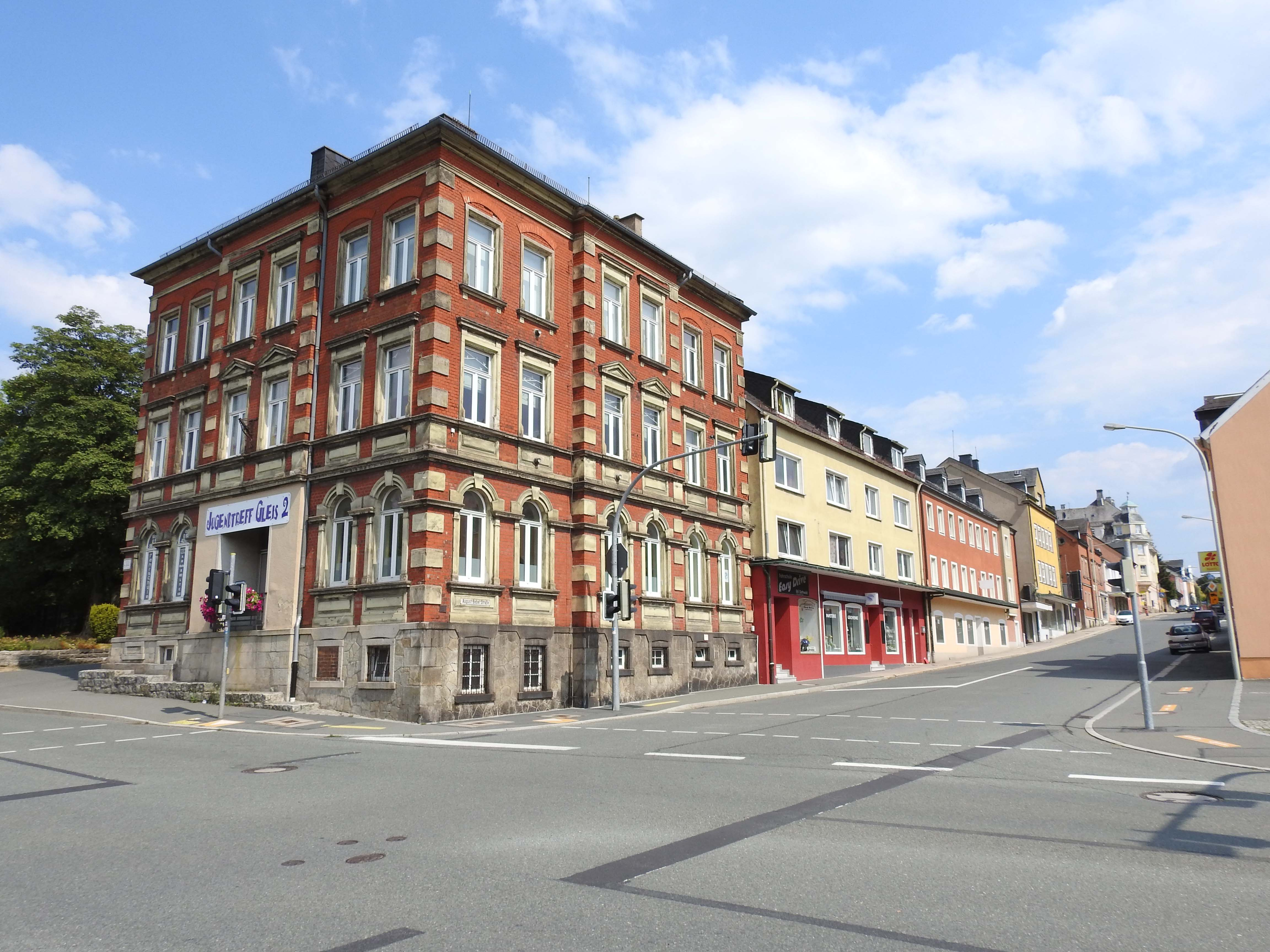
August-Bebel-Straße

Schwarzenbach an der Saale (amtlich: „Schwarzenbach a.d. Saale“) ist eine Stadt im oberfränkischen Landkreis Hof und liegt am Nordrand des Fichtelgebirges an der Bayerischen Porzellanstraße sowie an der Straße der deutschen Sprache.

## Geografie
Die Stadt Schwarzenbach an der Saale liegt im Tal der Sächsischen Saale 11 Kilometer von der Hof entfernt. In Schwarzenbach gibt es fünf Saalebrücken.

### Nachbargemeinden
Angrenzende Gemeinden sind:
| Konradsreuth | Oberkotzau                                            |                                                   |
| Münchberg    | Kompassrose, die auf Nachbargemeinden zeigt           | Rehau                                             |
| Weißdorf     | Kirchenlamitz (Landkreis Wunsiedel im Fichtelgebirge) | Martinlamitzer Forst-Nord (Gemeindefreies Gebiet) |

### Gemeindegliederung
Schwarzenbach an der Saale hat 27 Gemeindeteile (in Klammern sind der Siedlungstyp und die Einwohnerzahlen angegeben):
- Albertsberg (Einöde, 1)
- Baumersreuth (Dorf, 35)
- Birken (Weiler)
- Birkenbühl (Einöde, 4)
- Fletschenreuth (Dorf, 78)
- Förbau (Kirchdorf, 773)
- Förmitz (Dorf, 60)
- Gottfriedsreuth (Dorf)
- Götzmannsgrün (Weiler, 30)
- Hallerstein (Pfarrdorf, 286)
- Höferberg (Einöde)
- Holzfeld (Gut)
- Lamitzgrund (Einöde)
- Lamitzmühle (Weiler)
- Langenbach (Dorf, 56)
- Martinlamitz (Pfarrdorf, 637)
- Nonnenwald (Dorf, 49)
- Posterlitz (Einöde, 4)
- Quellenreuth (Weiler, 35)
- Schieda (Einöde)
- Schwarzenbach (Hauptort, 5546)
- Schwingen (Dorf, 40)
- Seulbitz (Dorf, 133)
- Stobersreuth (Dorf, 43)
- Stollen (Weiler, 12)
- Tannenlohe (Einöde)
- Völkenreuth (Dorf, 42)

Auf dem Gemeindegebiet liegen die Wüstungen Gettengrün, Mühlhausen und Tennenlohe.
Es gibt auf dem Gemeindegebiet die Gemarkungen Förbau, Gottfriedsreuth (Gemarkungsteil 1), Hallerstein (Gemarkungsteil 0), Martinlamitz, Quellenreuth, Schwarzenbach, Seulbitz (Gemarkungsteil 0) und Stobersreuth. Die Gemarkung Schwarzenbach hat eine Fläche von 7,723 km² und ist in 2975 Flurstücke aufgeteilt, die eine durchschnittliche Fläche von 2595,80 m² haben. In ihr liegen die Gemeindeteile Birken und Holzfeld.

## Geschichte

### Ortsname
Der Ortsname ist belegt als „Swertzenbach“ (1322), „Swerzenpach“ (1399), „Schwertzenbach“ (1421), „Swarczenbach“ (1430), „Schwarczenpach“ (1528), „Schwarzenbach an der Saal“ (1573) und „Schwarzenbach an der Saale“ (1797). 1633 wurde der lateinische Name „Schwartzenbachio ad Salam“ genannt.
Das Grundwort ist das mittelhochdeutsche bach (für Bach), Bestimmungswort ist das Adjektiv swarz (für dunkelfarbig, schwarz). Diese Farbangabe bezieht sich auf die dunkle Tönung des Flussbetts vor Ort. Die Zusatzangabe an der Saale im Ortsnamen unterscheidet von gleichnamigen Orten, insbesondere vom ebenfalls im Landkreis Hof gelegenen Schwarzenbach am Wald.

### Gründung
Auch wenn 1322 erstmals urkundlich erwähnt, geht die Gründung des Ortes vermutlich auf das 12. Jahrhundert zurück.

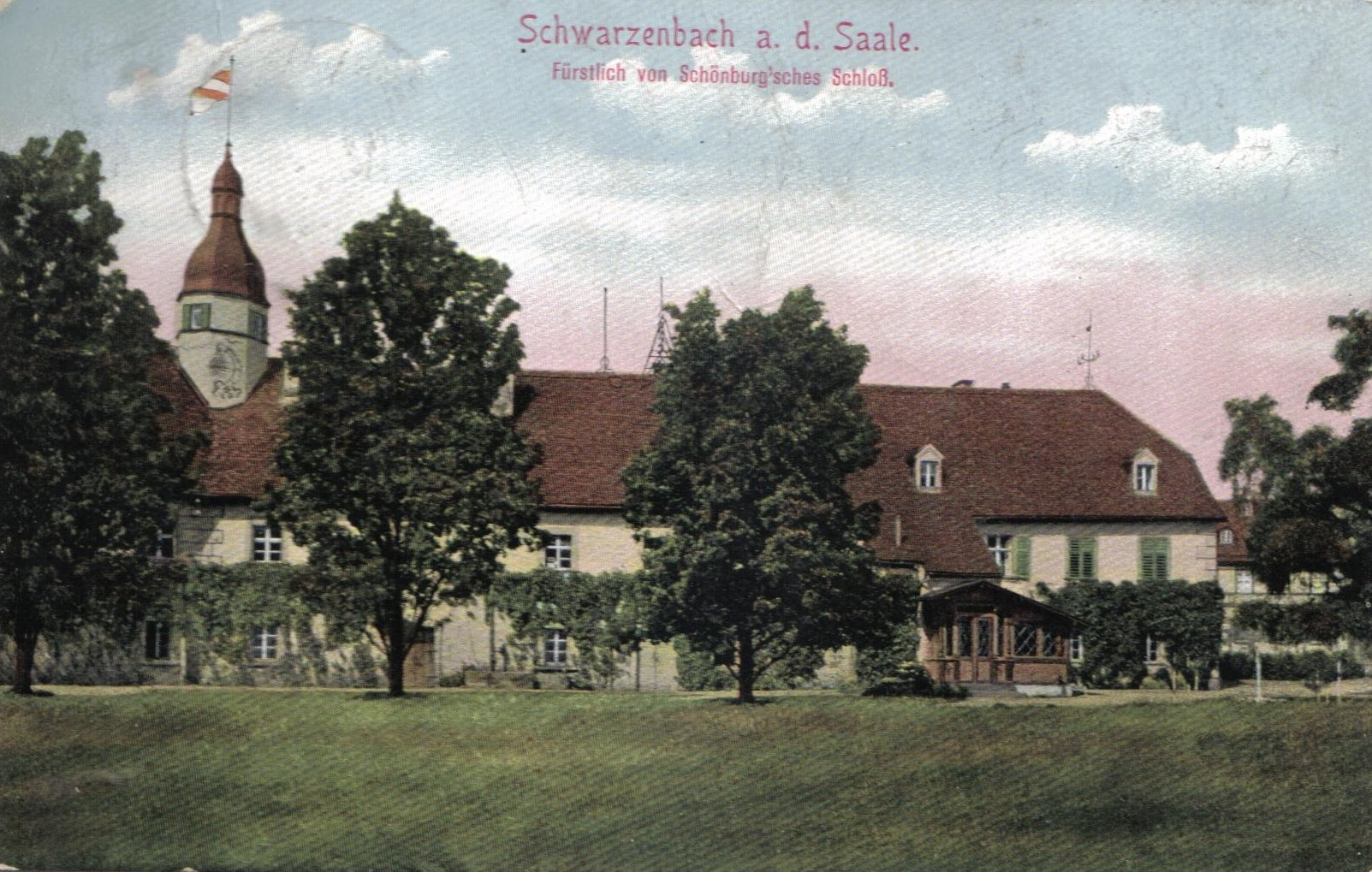
Historische Ansicht des Schlosses, heute das örtliche Rathaus

Unter den Markgrafen von Schweinfurt und den 1057 als Erben folgenden Herzögen von Andechs-Meranien folgte die Rodung des damals als Regnitzland bezeichneten Gebietes. Auch später, unter den Vögten von Weida, wurde in dieser Hinsicht bemerkenswerte Arbeit geleistet. Im Jahr 1373 verkaufen die Herren von Weida dann das Regnitzland an den Burggrafen von Nürnberg. Von diesem erhielten 1381 schließlich die Herren von Hirschberg den Ort zur Lehen. Um 1400 befanden sich dort die drei Edelsitze: Der Oberhof, der Unterhof und – am rechten Saaleufer – Seukenreuth.
Die Einführung der Reformation im Ort erfolgte im Jahr 1528.

### 17. Jahrhundert
Der Ort Schwarzenbach geht auf die beiden Ortschaften Seuckenreuth (auch Selkenreuth) – südöstlich der Saale gelegen – und Schwarzenbach („Swertzenbach“) – nordwestlich der Saale – zurück. Markgraf Christian von Brandenburg-Bayreuth verlieh dem Ort 1610 die Marktrechte. Am Ort befanden sich weiterhin die Rittergüter Seuckenreuth, der Oberhof und der Unterhof.

### 18. Jahrhundert
Die Rittergüter gelangten 1706 an die Grafen und späteren Fürsten von Schönburg-Waldenburg aus Sachsen.

#### Allgemeines
Das „schriftliche“ Rittergut mit Pflegegericht Schwarzenbach an der Saale bestand Ende des 18. Jahrhunderts zum größten Teil aus Bayreuther und einem kleineren Teil aus Bambergischer Lehn. Es besaß Obergerichte und das Patronatsrecht über Kirche und Schule, welches gemeinsam mit dem „Rittergut Zetwitz“ ausgeübt wurde. Es existierten zu dieser Zeit ein Schloss, eine Kirche und je eine Pfarr-, Diaconus-, Kirchners-, und Kantorswohnung. Der Ort besteht zu dieser Zeit aus 231 Häusern und hatte 1653 Einwohner. Davon waren 248 Professionisten (Fachleute bzw. Handwerker), wovon 48 alleine Weber waren.

#### Wirtschaft
In dieser Zeit bestanden ein Brauhaus und zwei Malzhäuser, wobei berichtet wird, dass die Einwohner das Brau- und Bierverlagsrecht (es sich also um ein Kommunbrauhaus gehandelt haben muss) besitzen und jährlich über 3000 Eimer Bier „verschenkt“ werden. Insgesamt spielte im Ort die Textilherstellung zu dieser Zeit eine große Rolle, es wird überwiegend Baumwollwirkerei betrieben und Flachs gesponnen und zu Leinwand verwebt. Auch der Textilhandel wird in relevanten Umfang betrieben, Kaufleute, Factore und Verleger machten Geschäfte im In- und Ausland. Es existierte außerdem eine Zeugmanufaktur und in der Nähe ein Eisenhammer, welcher Roherze aus Naila und Arzberg erhielt.

#### Ortsgliederung
Zum Rittergut gehörten zu dieser Zeit folgende Orte und Dörfer:
- Pilgramsreuth (vier Häuser, 16 Einwohner)
- Pfarrlehn Pfaffengrün (drei Häuser, 18 Einwohner)
- Dörflas, Fahrenbühl und Nonnenwald (zusammen 16 Häuser mit 84 Einwohnern)

### 19. Jahrhundert
Das ehemalige Amt des seit 1792 preußischen Fürstentums Bayreuth, fiel mit diesem im Frieden von Tilsit 1807 an Frankreich und kam 1810 zu Bayern. Die Fürsten von Schönburg-Waldenburg besaßen zu dieser Zeit das Rittergut Unterhof. Sie errichteten an Stelle des Rittergutes das heutige Schloss Schwarzenbach sowie das Jagdschlößchen Fahrenbühl. 1844 wurde Schwarzenbach an der Saale durch König Ludwig von Bayern zur Stadt erhoben.

### 20. Jahrhundert

#### Allgemeines
Am Karfreitag 1948 wurde in der St.-Gumbertus-Kirche die Christusbruderschaft Selbitz gegründet.
Im Jahr 1957 verkaufte die fürstlich-schönburgsche Familie, in deren Besitz das Rittergut war, ihre Güter endgültig und das Schloss wurde daraufhin zum Rathaus der Stadt.

#### Angriffe im 2. Weltkrieg und Kriegsende
Im April 1945 wurde Schwarzenbach insgesamt drei mal von US-Truppen angegriffen. Am 11. April wurde ein Schnellzug in der Nähe des Bahnhofs Martinlamitz durch US-Tiefflieger angegriffen. Im Schulhaus wurde ein Hilfslazarett eingerichtet. Am 15. April folgte dann Beschuss durch Artillerie. Am folgenden Tag wurden im Laufe des Vormittags weiße Fahnen gehisst und die US-Armee konnte kampflos einmarschieren, wobei es zu ungehinderten Plünderungen kam. Am 18. April wurde der Ort erneut von Artillerie beschossen, am 18. und 19. April 1945 erfolgte der endgültige Einmarsch der US-Armee mit Panzern und schwerem Gerät.
Am 7. Mai 1945 zogen die US-Truppen ab und die Kampfhandlungen wurden eingestellt.
Durch die Angriffe starben insgesamt 31 Menschen, darunter ein 10-jähriges Mädchen, zahlreiche Menschen wurden verletzt. In der Marienstraße brannten zwei Häuser aus, einige weitere Häuser wurden zerstört oder stark beschädigt.
Am 10. Mai 1945 kamen bei Fahrenbühl 2 Kinder durch die Explosion von Sprengkörpern ums Leben, am 12. Mai eine weitere Person, ebenfalls durch die Explosion eines Geschosses.
In der Folge des Krieges stieg die Einwohnerzahl durch Flüchtlinge und Heimatvertriebene in den folgenden Jahren um 2.073 auf 7.443 Einwohner an (Stand September 1950).

#### Ausdehnung und Bautätigkeit in der Nachkriegszeit
Ab 1948 beginnt eine rege Bautätigkeit in der Stadt. Über den Ortskern und die Randbebauungen hinaus, wurde der Ort nach Südosten und Nordwesten, vor allem durch den Bau von Wohnsiedlungen erweitert.
1966 erfolgte der Bau einer privaten Schule für Kinder mit besonderem Förderbedarf sowie Bau eines Heilpädagogischen Kinder- und Jugendheimes an der Stelle des früheren Rettungshauses und Kinderheimes „Marienberg“. Die Einrichtung wird heute von der Stiftung Marienberg der Diakonie Hochfranken betrieben.
Nach 1966 erfolge der Bau des Waldbades Schiedteich und der Jean-Paul-Grundschule mit angegliederter Sporthalle, Hallenbad und Sauna.

#### Eingemeindungen aus den Landkreisen Hof, Münchberg und Rehau, 1976
Im Zuge der Gebietsreform in Bayern wurde am 1. Januar 1976 die Gemeinde Stobersreuth eingegliedert. Am 1. Juli 1976 kamen Gebietsteile der aufgelösten Gemeinde Hallerstein (Hallerstein, Völkenreuth, Albertsberg, Förmitz und Birkenbühl) hinzu. Benk und Lohmühle kamen zur Gemeinde Weißdorf. Von der aufgelösten Gemeinde Gottfriedsreuth erhielt Schwarzenbach am 1. Januar 1977 etwa 40 Einwohner. Förbau, Martinlamitz und Quellenreuth sowie Gebietsteile der aufgelösten Gemeinde Seulbitz an der „Sächsischen“ Saale (Seulbitz, Bärlas und Götzmannsgrün) folgten am 1. Mai 1978. Albertsreuth und Bärlas wurde der Gemeinde Weißdorf zugeschlagen.
Die Gemeinde Seulbitz mit den Dörfern Götzmannsgrün und Posterlitz sowie die ehemalige Gemeinde Hallerstein mit den Dörfern Birkenbühl, Förmitz und Völkenreuth gehörten vor der Gebietsreform zum Landkreis Münchberg. Die ehemalige Gemeinde Quellenreuth mit den Dörfern Langenbach, Schwingen und Stollen und die ehemalige Gemeinde Martinlamitz mit dem Dorf Nonnenwald lag auf dem Gebiet des ehemaligen Landkreises Rehau. Neben der Kernstadt gehörten die Gemeinden Gottfriedsreuth, Fletschrenreuth und Förbau schon vor 1972 zum Landkreis Hof.
Somit erstreckte sich das heutige Stadtgebiet der Stadt Schwarzenbach über drei ehemalige Landkreise.

### 21. Jahrhundert
Nach Beratungen wegen einer Asylunterkunft gab es in Schwarzenbach Plakate wie in Zapfendorf und eine Drohmail an den Bürgermeister ohne zuordnungsbaren Absender, die auf eine rechtsradikale Herkunft schließen lassen.

### Einwohnerentwicklung
| Jahr | Bevölkerung |
| ---- | ----------- |
| 1840 | 5.433       |
| 1871 | 6.215       |
| 1900 | 6.810       |
| 1925 | 7.148       |
| 1939 | 7.261       |
| 1950 | 10.655      |
| 1961 | 9.921       |
| 1970 | 9.768       |
| 1987 | 8.174       |

| Jahr | Bevölkerung |
| ---- | ----------- |
| 1991 | 8.372       |
| 1993 | 8.563       |
| 1995 | 8.514       |
| 2005 | 7.851       |
| 2010 | 7.290       |
| 2015 | 7.141       |
| 2020 | 6.900       |
| 2025 | 6.614       |

## Politik

### Bürgermeister
| - 1872–1875 Peter Eckhardt - 1876–1881 Heinrich Gottfried Raeithel - 1882–1887 Wilhelm Kynast - 1888–1896 Heinrich Gottfried Raeithel - 1896–1902 Wilhelm Kummer - 1902–1909 Johann Georg Wolf - 1909–1911 Ernst Raeithel - 1912–1919 Heinrich Kilian - 1919–31. Januar 1925 Erhard Raithel - 1. Februar 1925–30. September 1933 Otto Lucas | - 1. Oktober 1933–31. März 1945 Benno Kuhr, NSDAP - 1. April 1945–16. April 1945 Siegmund Köppel - 16. April 1945–27. April 1945 Georg Hoffmann - 27. April 1945–31. Januar 1946 Hans Kropf, KPD - 1. Februar 1946–30. April 1966 Otto Popp, SPD - 1. Mai 1966–30. April 1990 Peter Schneider, SPD - 1. Mai 1990–30. April 2002 Walter Baumann, CSU - 1. Mai 2002–30. April 2014 Alexander Eberl, SPD - seit 1. Mai 2014 Hans-Peter Baumann, CSU |

### Stellvertreter des Landrates
Folgende Bürgermeister der Stadt Schwarzenbach an der Saale waren gleichzeitig Stellvertreter des Landrates des Landkreises Hof:
- 1952–1972 Otto Popp (Stellvertreter von Heinz Schulze)
- 1975–1984 Walter Baumann (Stellvertreter, 1975–1978 weiterer Stellvertreter von Heinz Schulze und Ewald Zuber)
- 1984–1990 Peter Schneider (Stellvertreter von Ewald Zuber)
- 2008–2014 Alexander Eberl (weiterer Stellvertreter von Bernd Hering)
- 2014–2020 Hans-Peter Baumann (weiterer Stellvertreter von Oliver Bär)

### Stadtrat
Die letzten Kommunalwahlen führten zu den folgenden Sitzverteilungen im Stadtrat
| Partei / Liste | 1990 | 1996 | 2002 | 2008 | 2014 | 2020 |
| -------------- | ---- | ---- | ---- | ---- | ---- | ---- |
| CSU            | 8    | 8    | 8    | 8    | 9    | 9    |
| SPD            | 10   | 8    | 8    | 8    | 7    | 6    |
| Grüne          | 1    | 1    | 1    | 1    | 1    | 2    |
| ÜWG/FW*        | 1    | 3    | 3    | 3    | 3    | 3    |
| Summe          | 20   | 20   | 20   | 20   | 20   | 20   |

* Überparteiliche Wählergemeinschaft/Freie Wähler

### Wappen
| | Blasonierung: „In oben blauem, unten grünem Schild ein silberner Wellenbalken, der mit einem waagrechten roten Fisch belegt ist.“ |
| Wappenbegründung: Das Wappen wurde am 25. April 1610 zusammen mit dem Marktrecht durch Markgraf Christian von Brandenburg-Bayreuth verliehen. 1818 unter Maximilian I. und 1837 durch Ludwig I. wurde das Wappen bestätigt, aber vorübergehend der Wellenbalken durch einen geraden, mit Wellenlinien versehenen Balken dargestellt. | |

### Gemeindepartnerschaften
- Österreich: Schwarzenbach, Marktgemeinde im Bezirk Wiener Neustadt-Land in Niederösterreich
- Schweiz: Schwarzenbach SG, eine Ortschaft in der Gemeinde Jonschwil, Kanton St. Gallen

Freundschaftliche Beziehungen bestehen zu der norditalienischen Gemeinde Terno d’Isola in der Provinz Bergamo.

## Kultur und Sehenswürdigkeiten

### Schwarzenbacher Wiesenfest
Das Schwarzenbacher Wiesenfest, eine regionaltypische Form des Volks- und Heimatfestes, verbreitet v. a. in den Landkreisen Hof und Wunsiedel, wird nachweislich seit 1803 alljährlich durchgeführt und stellt die älteste Veranstaltung dieser Art in der Region da. Charakteristisch ist die starke Beteiligung der Kinder und Schulen – am Festumzug und bei Vorführungen auf der Wiese. Der Ursprung der traditionellen Wiesenfeste in der Region, liegt in den sogenannten Gregori-Feiern, über die der Hofer Chronist Walburger bereits im Jahr 1657 berichtete.
Das Schwarzenbacher Wiesenfest fand 2025 zum 222. Mal statt. Es gibt es zwei große Festumzüge, Vorführungen und Armbrustschießen der Schulkinder, Klassentreffen, Fahrgeschäfte und weitere Aktivitäten. Zeitgleich findet auch die „Ausstellung Schwarzenbacher Maler“ statt, bei welcher lokal und überregional bekannte Künstler ihre Werke ausstellen, u. a. von Anton Richter oder Karl Bedal.
Die Landkreise Hof, Wunsiedel und die Städte Hirschberg und Gefrees bewarben sich 2025 gemeinsam um eine Anerkennung der Wiesenfeste als Immaterielles Weltkulturerbe.

### Sehenswertes

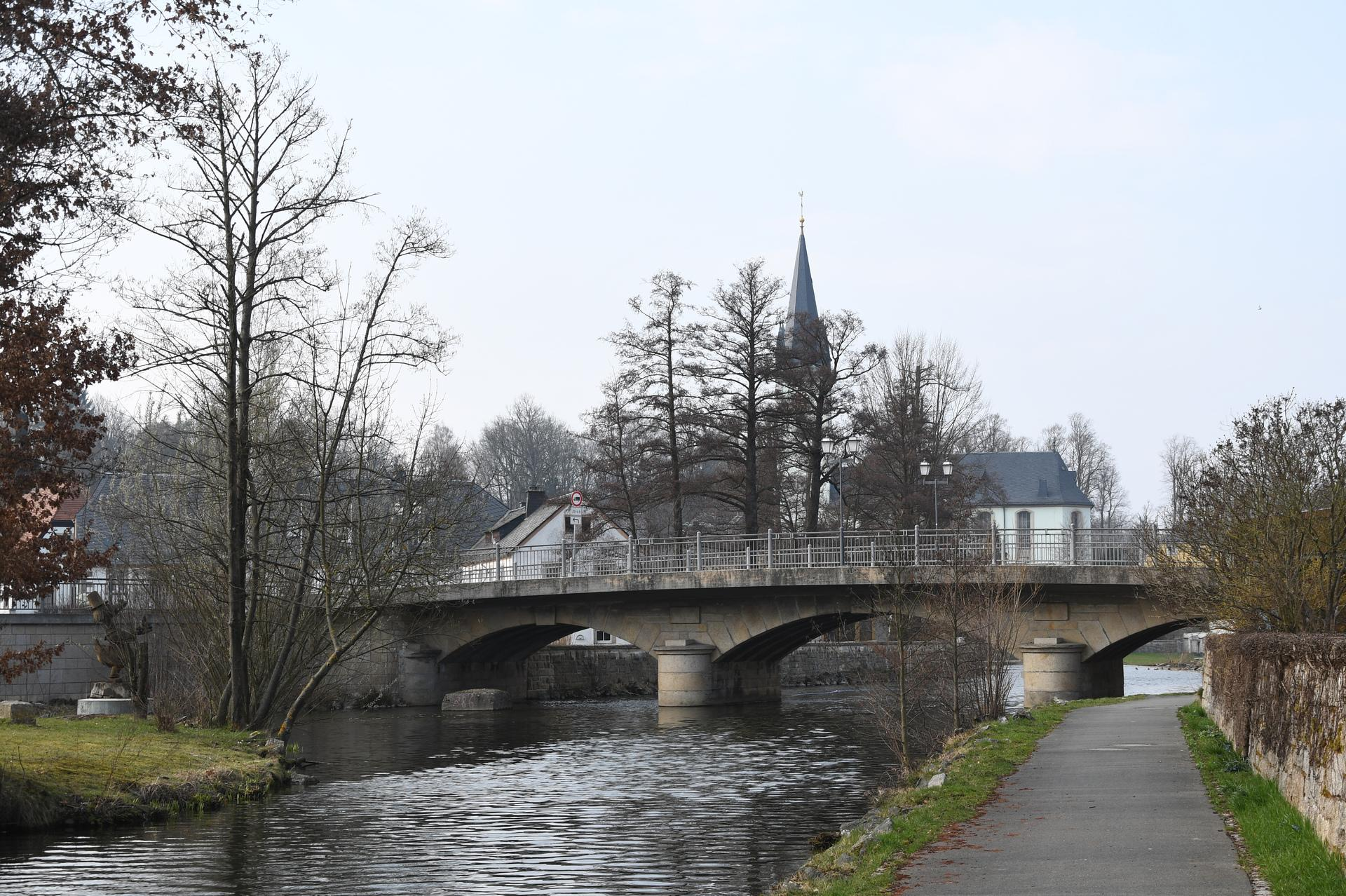
Steinerne Brücke

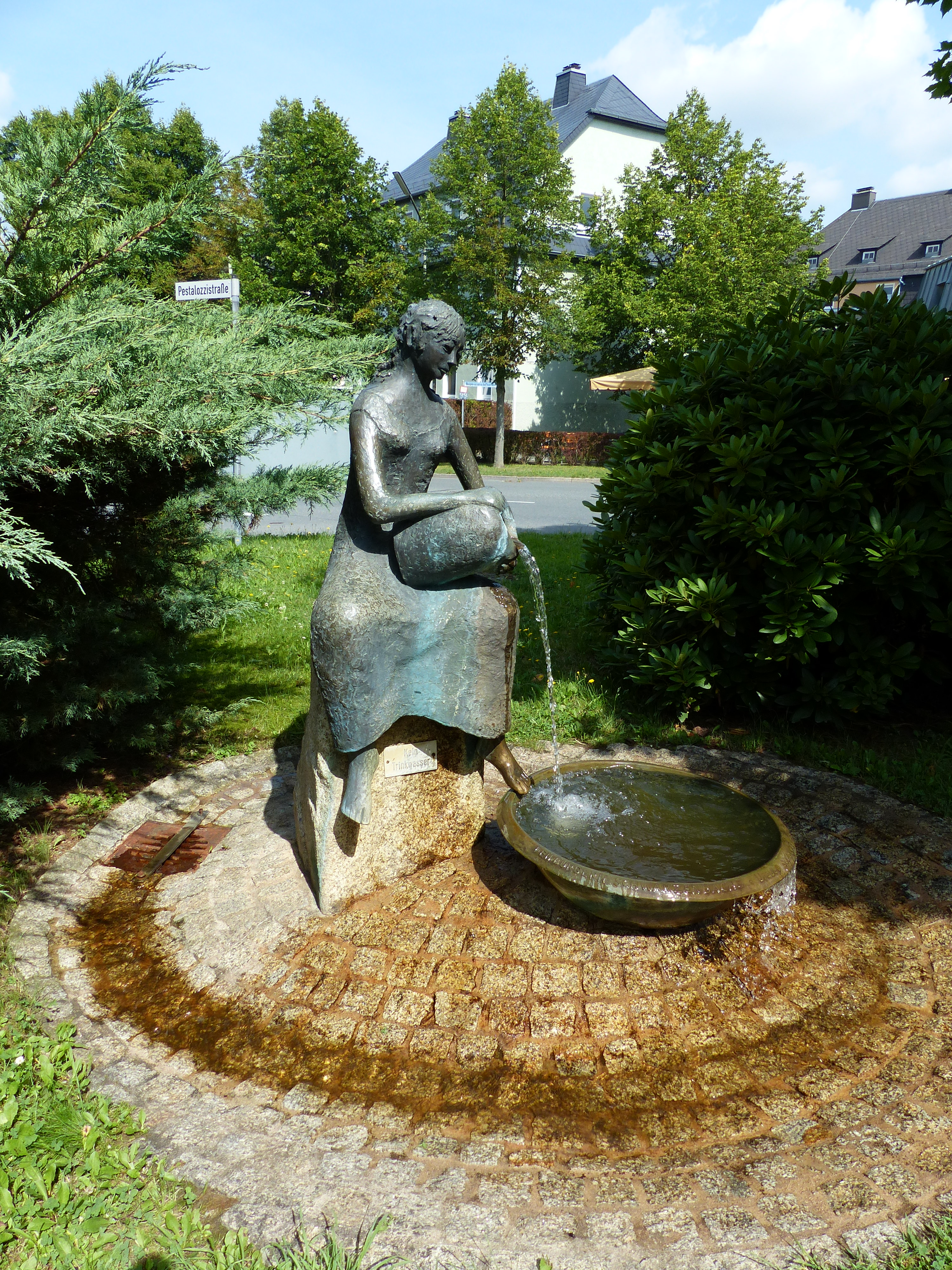
Die Wasserschütterin (1991) von Margarete Wiggen (Bild von 2014)

- Oberhof (Schwarzenbach an der Saale)
- St.-Gumbertus-Kirche
- Schloss Schwarzenbach (Rathaus)
- Steinerne Brücke und die Saale
- Städtische Kunstgalerie im Alten Rathaus
- Traktor-Museum am Bahnhof
- Gedenkstätte Langer Gang
- Bronzefiguren Die Wasserschütterin und Drei Mädchen von Margarete Wiggen
- Erika-Fuchs-Haus (Museum für Comic und Sprachkunst)

### Bodendenkmäler
- Turmhügelburg Seuckenreuth

### Geotope
Im Einzugsbereich der Stadt befinden sich insgesamt sechs Geotope, darunter der Blaue Fels bei Götzmannsgrün, der Bahneinschnitt bei Schwingen und der Steinbruch bei Posterlitz. Innerhalb des Stadtgebietes liegt bei der St.-Gumbertus-Kirche der Kirchfelsen sowie als Härtlinge der Frosch- und der Mausfelsen und ein ehemaliger Serpentinit-Steinbruch. Eine Besonderheit von mehreren der Geotope ist das metamorphe Gestein.

### Vereine
- Fischereiverein Schwarzenbach mit den Gewässern Förmitzstausee, Schiedateich, sächsische Saale, Schübelslache, Goldbachsteich
- 1. FC Schwarzenbach/Saale (Fußball)
- BRK Wasserwacht OG Schwarzenbach an der Saale mit Wachstation am Förmitzspeicher
- TC Schwarzenbach (Tennis)
- TS 1851 Schwarzenbach (Breitensport)
- SG 1818/1899 Schwarzenbach an der Saale (Schießsport)
- RKV Solidarität Schwarzenbach an der Saale (Rad- und Motorsport)
- CVJM Schwarzenbach/Saale
- Landjugend Schwarzenbach/Saale
- Donald-Duck-Förderverein (für das Museum Erika-Fuchs-Haus)
- Kulturverein
- Förderverein des Handballsports Schwarzenbach an der Saale (seit 2004)
- Fichtelgebirgsverein Ortsgruppe Schwarzenbach/Saale
- Wanderfreunde Schwarzenbach
- Border U-Turn Back (in Martinlamitz, Western Square Dance)
- Obst und Gartenbauverein Schwarzenbach
- FSG, Flugsportgruppe Schwarzenbach/Saale
- Kaninchenzuchtverein B1001 Schwarzenbach
- Bergfreunde Rudolfstein

## Wirtschaft und Infrastruktur

### Unternehmen
Die Hauptindustriezweige waren früher Porzellan, Textil, Eisenguss, Maschinenbau, Schuhe, Hefe. Zu den namhaften Herstellern gehörten die Porzellanfabriken Oscar Schaller & Co. Nachf. (Gebr. Winterling) und Johann Kronester. Es gab in Schwarzenbach zudem viele Handelsbetriebe und Speditionen.
Die Strukturen haben sich nach der politischen Wende 1989/90 stark verändert, insbesondere in der Porzellanindustrie. Es gibt noch einige kleinere Manufakturen, eine davon stellt in Handarbeit Keramik und Porzellan her, drei andere kleine Betriebe beschäftigen sich hauptsächlich mit der Weiterverarbeitung und der Veredelung. Von 1931 bis 1984 bestand mit der Firma Summa Feuerungen eine Fabrik für moderne Öfen.
Von den ehemals vielen Handwerksbetrieben sind nur wenige übriggeblieben, von den vielen Maschinenfabriken existieren seit April 2011 nur noch zwei. An großen Industriebetrieben gibt es einen Textil- bzw. Vliesstoffhersteller (Sandler AG), ein Eisengießwerk, eine Schuhfabrik, eine Hefefabrik (Lallemand) und zwei Schleifmittelhersteller. Seit der Reform der Handwerksordnung gibt es viele kleine Gewerbebetriebe. Geplant war die Ansiedlung von Amazon, das Unternehmen verwarf die Pläne aber 2021.
Die Gemeindesteuereinnahmen betrugen im Jahr 2023 8,128 Millionen Euro, davon waren 2,861 Millionen Euro (netto) Gewerbesteuereinnahmen.

### Medien
Mit dem Schwarzenbacher Amtsblatt existiert seit 1903 eine wöchentlich erscheinende Zeitung, die hauptsächlich lokale aber auch nationale und internationale Themen aufgreift. Seit der Gründung befindet sich der Zeitungsbetrieb in Familienbesitz.

### Feuerwehren
Neben der Stützpunktfeuerwehr der Stadt Schwarzenbach gibt es acht Ortsteilwehren, die für den abwehrenden Brandschutz und den technischen Hilfsdienst verantwortlich sind. Neben der gemeindlichen Einrichtung bestehen privatrechtliche Feuerwehrvereine, deren Vereinszweck die Unterstützung der Freiwilligen Feuerwehr insbesondere durch das Stellen von Einsatzkräften ist. Ortsteilwehren gibt es in folgenden Ortschaften:
| - Fletschenreuth - Förbau - Förmitz - Götzmannsgrün (Freiwillige Feuerwehr Albertsreuth-Götzmannsgrün) | - Hallerstein - Martinlamitz - Quellenreuth - Seulbitz |

Im Zuge der Gebietsreform wurden die zur Gemeinde Seulbitz gehörenden Dörfer Albertsreuth und Götzmannsgrün kommunal geteilt. Albertsreuth wurde der Gemeinde Weißdorf zugeschlagen, während Götzmannsgrün in die Stadt Schwarzenbach eingegliedert wurde. Die seit 1891 gemeinsame Wehr besteht weiterhin. Die Federführung der Wehr hat die Stadt Schwarzenbach übernommen, die Gemeinde Weißdorf erstattet die anteiligen Kosten der Feuerwehr.
Des Weiteren bestehen in den Orten Gottfriedsreuth und Stobersreuth Feuerwehrvereine, die aus ehemalig eigenständigen Feuerwehren entstanden.
Die Freiwilligen Feuerwehren der Stadt Schwarzenbach gehören zum Kreisbrandmeisterbereich Oberkotzau-Schwarzenbach und dieser zum Inspektionsbereich I des Landkreises Hof.

### Verkehr

#### Eisenbahn

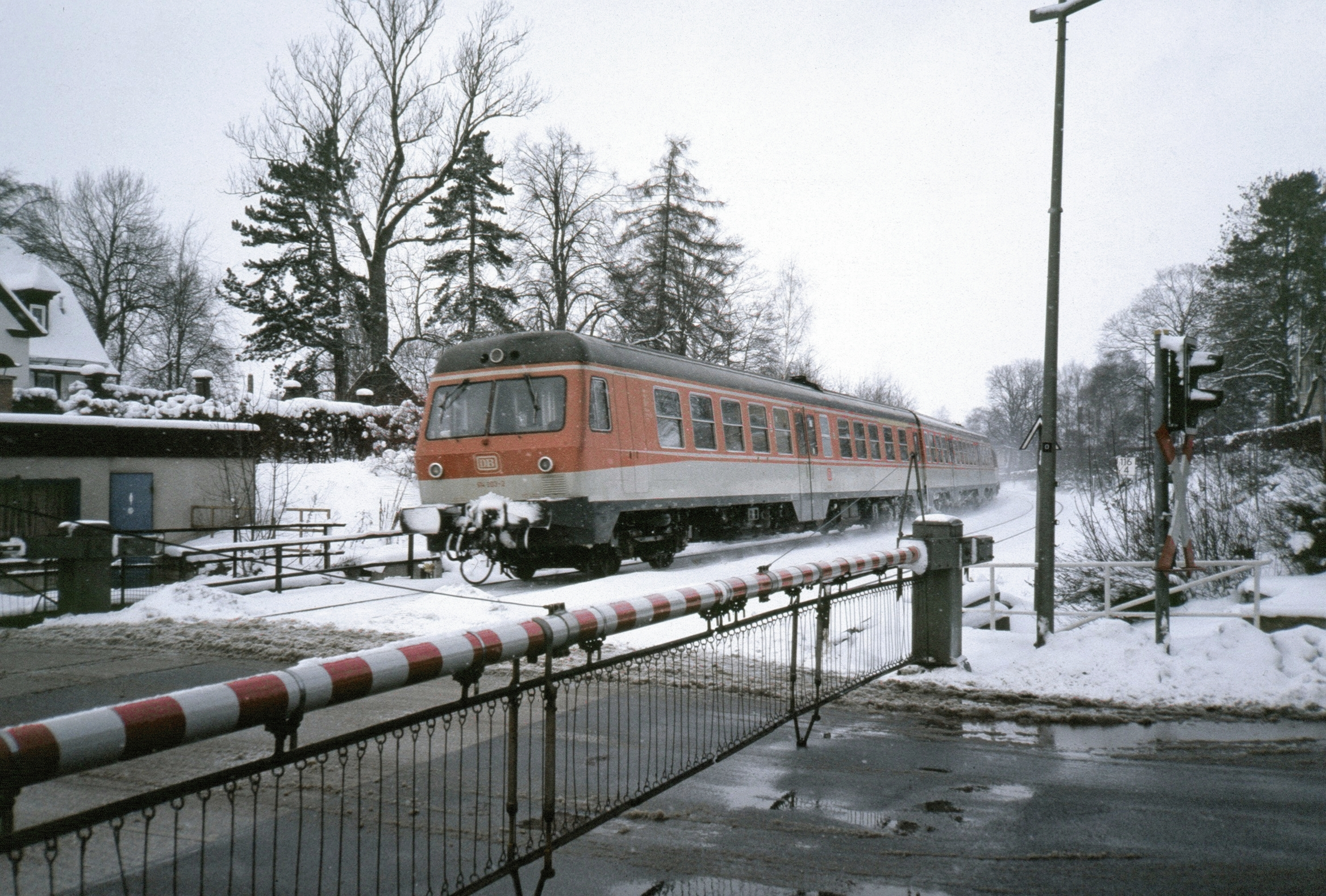
Dieseltriebzug der Baureihe 614 am Bahnübergang August-Bebel-Straße (1986)

Der Bahnhof Schwarzenbach (Saale) befindet sich an der Bahnstrecke Bamberg–Hof. Weitere Haltepunkte gibt es in den Stadtteilen Förbau und Seulbitz. Der Haltepunkt des Stadtteils Martinlamitz liegt an der Bahnstrecke Weiden–Oberkotzau.

#### Straßen

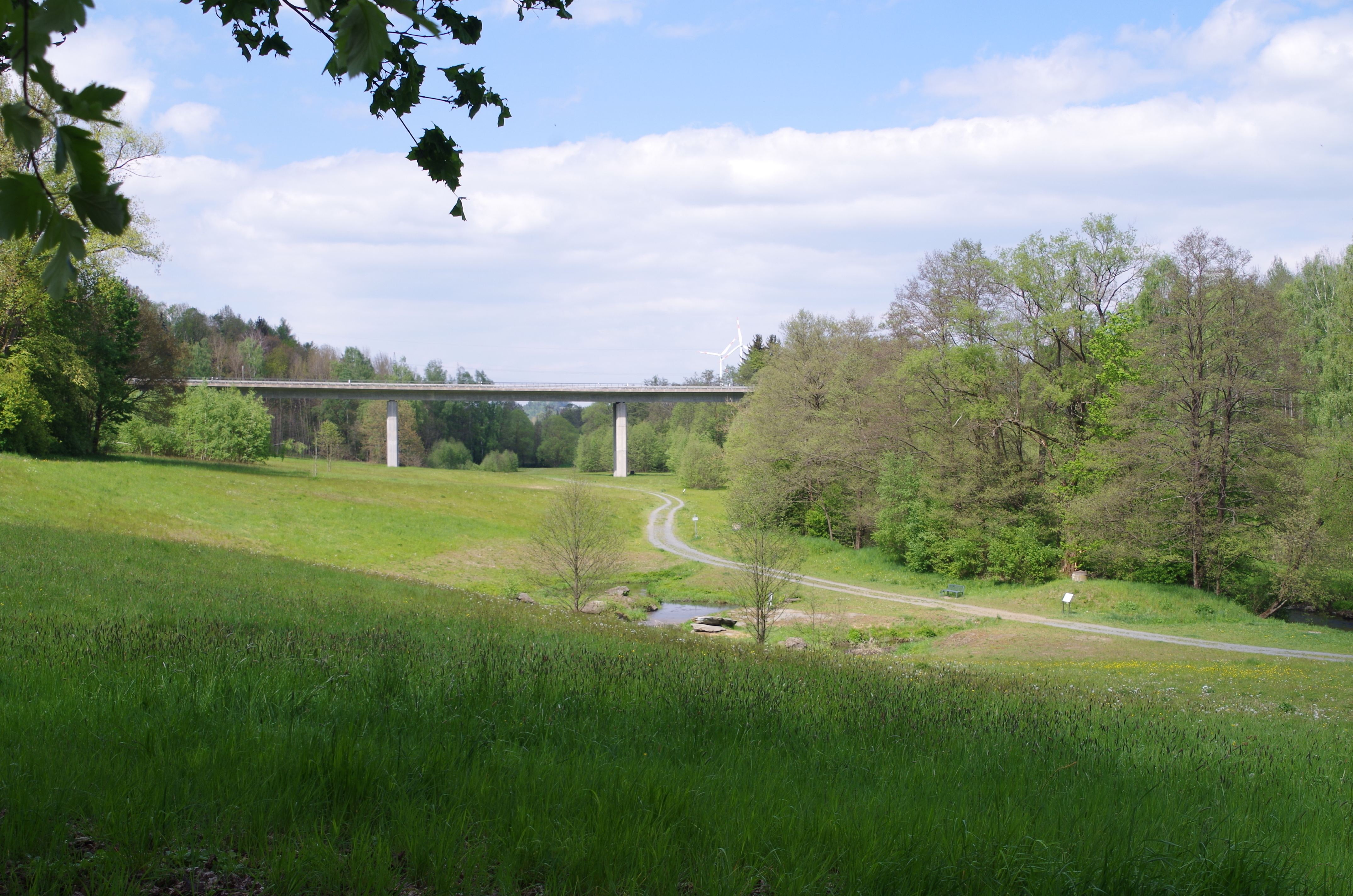
Brücke der Bundesstraße 289 über die Saale

Schwarzenbach liegt in der Mitte zwischen den Autobahnen A 9 im Westen mit der Verkehrsanbindung über Münchberg und der Autobahn A 93 im Osten mit einer Anschlussstelle über Rehau, ca. zwölf Kilometer südlich von Hof. Als Umgehungsstraße führt die B 289, die bis Anfang der 1990er Jahre durch die Altstadt verlief, in ost-westlicher Richtung nördlich um Schwarzenbach herum. Die Staatsstraße 2177 führt von Süden her kommend auf der Entlastungsstraße durch Schwarzenbach in Richtung Hof.

## Persönlichkeiten

### Ehrenbürger
- 1989: Christian Heinrich Sandler (1929 – 2009), Unternehmer, Träger des Bundesverdienstkreuzes und des Bayerischen Verdienstordens, ehem. Präsident der IHK Oberfranken und verschiedener Industrieverbände[33]
- 1997: Theodor Schübel (1925 – 2012), Schriftsteller, Dramatiker und Drehbuchautor, Träger des Bundesverdienstkreuzes, des Gerhart-Hauptmann-Preises und des Jakob-Kaiser-Preises[34]
- 2013: Dr. Christian Heinrich Sandler (* 1953), Unternehmer, Mäzen und Stifter in Schwarzenbach, Präsident des Verbandes der Bayerischen Textil- und Bekleidungsindustrie[35][36]
- 2021: Dieter Seuß (* 1941), langjähriger Stadtrat und zweiter Bürgermeister, Träger des Bundesverdienstkreuzes, Rektor a. D. der heutigen Geschwister-Scholl-Mittelschule (1986 bis 2003), Gründer des seit 1986 bestehenden Schul- und Heimatmuseums, Organist und Chorleiter, langjähriger Leiter des Posaunenchores (ab 1965 bis 2023), Heimatforscher[37][38]

### Söhne und Töchter der Stadt
- Georg Peter Zenckel (1717–1760), evangelischer Theologe und Hochschullehrer in Jena und Erlangen, Privatgelehrter
- Christian Martin Winterling (1800–1884), Sprachwissenschaftler, Professor für neuere Sprachen und Literatur in Erlangen
- Lorenz Summa (1833–1889), Unternehmensgründer
- Heinrich Raeithel, Bürgermeister von Schwarzenbach (1876 bis 1881 und 1888 bis 1896), Mitglied des Deutschen Reichstages, Fabrikant
- Sigmund Scherdel (1859–1936), Unternehmensgründer
- Erwin Goller (1864–1918), Unternehmer und Reichstagsabgeordneter (Freisinnige Volkspartei)
- Adolf Hacker (1873–1943), Maler
- Ludwig Kießling (1875–1942), Pflanzenbauwissenschaftler und Pflanzenzüchter
- Adolf Schinnerer (1876–1949), Maler, Grafiker und Zeichner
- Hanns Ruckdäschel (1886–1938), völkisch-nationalsozialistischer Politiker
- Anton Richter (1900–1962), Landschaftsmaler
- Carl G. Künzel (1906–nach 1940), Unternehmer
- Karl Bedal (1914–1999), freischaffender Künstler
- Herbert Schildbach (1923–2016), Maler
- Theodor Schübel (1925–2012), Schriftsteller
- Hans Gebhard (1929–2022), Kirchenmusiker, Organist, Komponist und Chorleiter
- August Strobel (1930–2006), Theologe
- Peter Faber (* 1943), niederländischer Schauspieler und Komponist
- Albrecht Bedal (* 1947), Bauhistoriker und Architekt
- Michael Lochner (* 1952), bayerischer evangelischer Landeskirchenmusikdirektor und Hochschulprofessor
- Klaus Beier (* 1966), rechtsextremer Politiker

### Personen, die vor Ort wirken oder gewirkt haben
- Konrad Bedal (* 1944), Bauhistoriker und Kunsthistoriker
- Erika Fuchs (1906–2005) übersetzte in Schwarzenbach/Saale rund fünf Jahrzehnte lang die Comics von Carl Barks, Trägerin des Roswitha-Preises, für sie wurde am 1. August 2015 in der Bahnhofstraße mit dem Erika-Fuchs-Haus ein Museum eröffnet
- Walter Hümmer und Hanna Hümmer, Pfarrer, Gründer der Kommunität Christusbruderschaft Schwarzenbach/Saale, heute Christusbruderschaft Selbitz und Christusbruderschaft Falkenstein.
- Gudrun Lehmann (* 1943), Politikerin, Bündnis 90/Die Grünen, Mitglied des Landtages a. D.
- Jean Paul (Johann Paul Friedrich Richter) (1763–1825). Der Dichter wohnte dort von 1776 bis 1779 (Selberlebensbeschreibung) und von 1790 bis 1794. In Des Rektors Florian Fälbels und seiner Primaner Reise nach dem Fichtelberg kommt Fälbel in Schwarzenbach vorbei.
- Friedrich Veit (1861–1948), 1886–1892 Pfarrer in Schwarzenbach, später (1917) Oberkonsistorialpräsident der Evangelisch-Lutherischen Kirche in Bayern, ab 1921 mit dem Titel Kirchenpräsident.
- Alfred Kutzscher (1918–1998), Maler und Grafiker, Stadtrat in Schwarzenbach von 1966 bis 1972, Mitbegründer des Künstlerzusammenschlusses Gruppe Nordfranken und Mitinitiator der "Ausstellung Schwarzenbacher Maler"
- Arthur Seedorf (1903–1986), Maler und Grafiker, Träger des Bundesverdienstkreuzes, Mitbegründer der Künstlerzusammenschlüsse Gruppe Nordfranken und Freie Gruppe Bayreuth
- Adrian Arthur Senger (1926–2016), ab 1971 als freischaffender Maler und Grafiker in Schwarzenbach tätig, beteiligt am Entwurf des Bargeldes der Deutschen Mark, Träger des Bundesverdienstkreuzes und der Stadtmedaille, Auszeichnung mit dem Kulturpreis der oberfränkischen Wirtschaft